# 真壁政幹
真壁 政幹（まかべ まさもと）は、鎌倉時代末期から南北朝時代にかけての美濃の武将。

## 生涯
貞和2年/正平元年（1346年）頃、高山寺便智院領美濃国小木曾荘の地頭でとして登場し、建武4年/延元2年（1337年）以来の検注勘料と年貢を高山寺に納めず、守護の土岐頼康に対しても弁明を行わなかったため、足利直義から検注勘料と年貢を高山寺に納めるように命じられている（前田家所蔵『尊経閣文書』貞和2年3月7日付「足利直義下知状」）。観応2年/正平6年（1351年）、北朝に属して代官の森国幹を出羽国に出陣させた（『真壁文書』12号～15号）。この時に関する文書として着到状3通と軍忠状1通が残されているが、一連の文書によって政幹が陸奥国会津郡蜷河荘にある勝方村の地頭でもあったことが判明する。文和2年/正平8年（1353年）に死去。享年38。ただし、観応3年/正平7年（1352年）12月13日付で真壁小太郎政幹が嫡孫の孫太郎広幹に対して常陸国真壁郡山田郷の譲状を出しており、同譲状には広幹が「父子各別」になっているという文言が入っており、政幹の嫡男で広幹の父にあたる人物が南朝方であったために祖父から孫への継承になったこと、孫（広幹）が家督を継げる年頃であったことが推定される。また、別の文書からは政幹はこの時に小木曾荘も広幹に譲ったと推定される。
なお、常陸真壁氏の系図では政幹は常陸国真壁氏の真壁高幹の子で同氏の当主であるとされているが、現在の研究では政幹の出自は常陸真壁氏2代目真壁友幹と後室である加藤景廉の娘の間の子で実母から小木曾荘を継承した薬王丸（成人後の諱は不詳）を祖とする「美濃真壁氏」の末裔であり、政幹の孫である広幹（前述の通り、常陸真壁氏の系図で政幹と広幹を親子関係とするのも事実ではない）が室町幕府の命で東国に下った際に元来の常陸国真壁氏の惣領家（高幹の一族）を美濃へ放逐して宗家の地位を奪ったことが確実視されている。